# Raphaël Versteele
Raphaël Versteele (Veurne, 26 juli 1926 - 13 februari 1995) was een Belgisch senator voor de CVP en burgemeester van De Panne.

## Levensloop
Versteele, zoon van een advocaat en stafhouder, promoveerde tot doctor in de rechten en vestigde zich als advocaat bij de balie van Veurne.
Hij begon politieke activiteiten te ontwikkelen, die hem er toe brachten in 1965 burgemeester van De Panne te worden, een ambt dat hij tot in 1979 vervulde.
In 1971 werd hij voor de CVP  voor het arrondissement Oostende rechtstreeks verkozen in de Senaat en vervulde dit mandaat tot in 1974. In de periode december 1971-maart 1974 had hij als gevolg van het toen bestaande dubbelmandaat ook zitting in de Cultuurraad voor de Nederlandse Cultuurgemeenschap, die op 7 december 1971 werd geïnstalleerd en de verre voorloper is van het Vlaams Parlement.
Tijdens zijn mandaat als burgemeester werd de Dynastielaan aangelegd en 100 ha duingebied verkaveld (Westhoekverkaveling). Versteele hoopte zo rijkere bewoners naar De Panne te kunnen aantrekken. Tegen de vernietiging van de duinen kwam er protest, onder andere in 1972, maar de plannen werden toch doorgevoerd.

### Veroordeling voor corruptie
In 1979 barstte een corruptiezaak los rond de Westhoekverkaveling. Notaris Marc Simpelaere werd dat jaar aangehouden op verdenking van verduistering van gelden. Hij had vrijwel alle transacties voor de Westhoekverkaveling begeleid. Het Hoog Comité van Toezicht onderzocht de zaak verder en vond aanwijzingen dat burgemeester Versteele steekpenningen had gekregen bij de uitbouw van de verkaveling. Versteele werd op 20 juni 1979 opgehaald op het gemeentehuis voor een lang verhoor. Hij werd uiteindelijk in september 1982 veroordeeld tot 30 maanden gevangenis, waarvan 12 maanden effectief, voor omkoping en moest dat jaar ontslag nemen als burgemeester. Versteele werd ook door de Orde van de advocaten in Veurne levenslang geschrapt als advocaat. Ook notaris Simpelaere werd veroordeeld in een aparte rechtszaak en kreeg 1 maand cel met uitstel.
Raf Versteele overleed op 13 februari 1995 aan kanker.